# Sista Sony
Solange Joseph, dit Sista Sony, est une auteure-compositrice-interprète et chanteuse française originaire de la Guyane.